# Rodney Heath
Wilfrid Rodney Heath (ur. 15 czerwca 1884 w Melbourne, zm. 26 października 1936 tamże) – australijski tenisista.
W czasie I wojny światowej służył w lotnictwie.

## Kariera tenisowa
Praworęczny tenisista, znany był z dobrej gry wolejowej i solidnego forhendu.
Rodney wygrał dwa razy Australasian Championships (obecnie Australian Open). Po raz pierwszy dokonał tego w 1905 roku, w edycji inauguracyjnej z udziałem 17 tenisistów. Pokonał wówczas w półfinale Randolpha Lycetta, a w finale Alberta Curtisa. Pięć lat później znów zwyciężył, w finale z Horace’em Rice’em.
W 1906 i 1911 Rodney wygrał ponadto Australasian Championships w grze podwójnej. Jego partnerami byli Anthony Wilding (1906) i Randolph Lycett (1911). W 1910 roku w parze z Johnem L. Odea oraz w 1914 roku wspólnie z Arthurem O’Harą Woodem przegrywał w finałach gry podwójnej.
W 1919 roku stworzył ponownie parę deblową z Lycettem i wystąpił na Wimbledonie, dopiero w finale gry podwójnej, ulegając Ronaldowi Thomasowi i Patowi O’Harze Woodowi.
W latach 1911–1912 występował w reprezentacji Australazji w Pucharze Davisa i przyczynił się do zdobycia trofeum w 1911 roku (faktycznie mecz o Puchar rozegrano w pierwszych dniach stycznia 1912 roku). Reprezentanci Australazji przystępowali w sezonie 1911 do rozgrywek o Puchar Davisa jako obrońcy tytułu (Puchar zdobyli w 1909, w 1910 rozgrywek nie przeprowadzono) i zgodnie z ówczesnym regulaminem od razu spotykali się w finale z wyłonionym pretendentem; w tym przypadku okazała się nim ekipa Stanów Zjednoczonych, z singlistami Williamem Larnedem i Bealsem Wrightem oraz deblem Wright–Maurice McLoughlin. Australazja obroniła Puchar, swój punkt singlowy zdobył także Heath pokonując Larneda w czterech setach. W rozgrywkach o Puchar Davisa w 1912 roku (tym razem finał rozegrano już w listopadzie w Melbourne) broniących tytułu reprezentantów Australazji pokonali Brytyjczycy, a Heath uległ zarówno Charlesowi Dixonowi, jak i Jamesowi Parkerowi.

### Finały w turniejach wielkoszlemowych

#### Gra pojedyncza (2–0)
| Końcowy wynik | Nr | Data | Turniej                               | Nawierzchnia | Przeciwnik    | Wynik finału       |
| ------------- | -- | ---- | ------------------------------------- | ------------ | ------------- | ------------------ |
| Zwycięzca     | 1. | 1905 | Australasian Championships, Melbourne | Trawiasta    | Albert Curtis | 4:6, 6:3, 6:4, 6:4 |
| Zwycięzca     | 2. | 1910 | Australasian Championships, Adelaide  | Trawiasta    | Horace Rice   | 6:4, 6:3, 6:2      |

#### Gra podwójna (2–3)
| Końcowy wynik | Nr | Data | Turniej                                  | Nawierzchnia | Partner            | Przeciwnicy                      | Wynik finału       |
| ------------- | -- | ---- | ---------------------------------------- | ------------ | ------------------ | -------------------------------- | ------------------ |
| Zwycięzca     | 1. | 1906 | Australasian Championships, Christchurch | Trawiasta    | Anthony Wilding    | Cecil Cleve Cox Harry Parker     | 6:2, 6:4, 6:2      |
| Finalista     | 1. | 1910 | Australasian Championships, Adelaide     | Trawiasta    | John L. Odea       | Ashley Campbell Horace Rice      | 3:6, 3:6, 2:6      |
| Zwycięzca     | 2. | 1911 | Australasian Championships, Melbourne    | Trawiasta    | Randolph Lycett    | John Addison Norman Brookes      | 6:2, 7:5, 6:0      |
| Finalista     | 2. | 1914 | Australasian Championships, Melbourne    | Trawiasta    | Arthur O’Hara Wood | Ashley Campbell Gerald Patterson | 5:7, 6:3, 3:6, 3:6 |
| Finalista     | 3. | 1919 | Wimbledon, Londyn                        | Trawiasta    | Randolph Lycett    | Pat O’Hara Wood Ronald Thomas    | 4:6, 2:6, 6:4, 2:6 |